# The Fair Pretender
The Fair Pretender er en amerikansk stumfilm fra 1918 af Charles Miller.

## Medvirkende
- Madge Kennedy som Sylvia Maynard
- Tom Moore som Don Meredith
- Robert Walker som Harcourt
- Paul Doucet som Ramon Gonzales
- Wilmer Walter som Milton Brown